# Cap de municipi
Cap de municipi (en castellà cabecera municipal) és un terme utilitzat en diversos estats, com ara Mèxic o Colòmbia, per a referir-se a una localitat on es concentren les autoritats administratives d'un municipi o una regió. És la capital o seu administrativa de la municipalitat.